# Eudevoscolex vogelsangi
Eudevoscolex vogelsangi är en ringmaskart som beskrevs av Paciente A. Cordero 1944. Eudevoscolex vogelsangi ingår i släktet Eudevoscolex och familjen Glossoscolecidae. Inga underarter finns listade i Catalogue of Life.